# هاي سكول ميوزيكال (سلسلة أفلام)
مسرحية الثانوية الغنائية، أيضًا معروفة كـهاي سكول ميوزيكال (بالإنجليزية: High School Musical)‏، الفيلم يتكون من ثلاثة عروض موسيقية من أفلام والت ديزني الأصلية من إخراج كيني أورتيغا والذي أنشأتها بيتر بارسوتشيني. والنجوم الرئيسين بالفيلم: زاك إيفرون وفانيسا هادجنز وآشلي تيسدال وكوربن بلو ولوكاس غرابيل ومونيك كولمان. أفرج عن الفيلم الأصلي كما لو كانت ببساطة أفلام قناة ديزني الأصلية، ولكن بعد النجاح الضخم تبع ذلك تكملة التلفزيون. تلقى الفيلم الثالث مسرحية الإفراج.

## سلسلة الأفلام

### هاي سكول ميوزيكال
تدور قصة الفيلم حول تروي بولتون (زاك إيفرون) بطل كرة السلة وجابرييلا مونتيز (فانيسا هادجنز) الفتاة الذكية اجتمعا في العطلة الشتوية بعد إجبارهم على الغناء معا في حفلة رأس السنة فأصبحوا أصدقاء، ولم يكن من المتوقع أن يتقابلوا مرة أخرى. ولكن أجبرت الشركة التي تعمل بها أم غابرييلا لنقلها إلى منزلا آخر في البوركويركي، حيث تروي يعيش وينتهي بغابرييلا في نفس مدرسة تروي. فقررت المدرسة وضع مسابقة موسيقية، فاشترك كلا من شاربي (آشلي تيسدال) وأخوها راين إيفانز (لوكاس غرابيل) واشترك أيضا تروي وغابرييلا في المسابقة وتدور أحداث الفيلم بقالب غنائي مشوق ومثير; ويعلم أصدقاء تروي وغابرييلا ببداهما الغناء واشتراكهما في مسابقة المدرسة للغناء فيحاولان ابعدها وينجحون لكنهم بعد عدة مشاكل يفوزان ويعودان صديقان، عندما يتم نشر قائمة الاستدعاء، شاربي غاضب من أن تعلم أن لديها المنافسة على الصدارة في الموسيقية، وبقية السكان الطالب يصدمه أن نجم كرة السلة وخجولة، فتاة نيردي يكون اختبارا لعمل مسرحي غنائي. طلاب آخرون من الاعتراف بهم سرا المشاعر والمواهب (العصا على الوضع الراهن)، ينذر بالخطر كل من تايلور وتروي لصديق وزميل عضو فريق كرة السلة، وتشاد دانفورث (كوربن بلو). منذ غابرييلا وافق على الانضمام للفريق الدراسي العشاري، كل من تايلور وتشاد تريد زملائهم إلى التركيز على المنافسات المقبلة بدلا من الموسيقى. للمساعدة في تروي وغابرييلا العودة إلى وضعها الطبيعي، وتشاد، وفريق كرة السلة في خدعة تروي قائلة أن غابرييلا ليس مهما في حين أنها والساعات من خلال واي فاي الارتباط أن الدراسية العشاري لقد أنشأ فريق. غابرييلا بأذى، (عندما كان هناك بيني وبينك)، وتقرر عدم الاختبار للالموسيقية. تروي يحاول التحدث إلى غابرييلا، لكنها ترفض التحدث معه. تشاد وتايلور تشعر بالذنب لتخريب تروي وغابرييلا في العلاقة، وتقرر أن نقول لهم الحقيقة. بعد تشاد وكرة السلة اقول تروي ما فعلوه، وتقديم دعم له في الاسترجاعات، تروي غابرييلا يذهب إلى منزل. على الرغم من البداية غابرييلا يتجنب له، يصطلحا والتمرس على رد مع. المدلى بها من هاي سكول ميوزيكال تغني ونحن جميعا في هذا معا.
تخويف بعد تناهى غابرييلا تروي وممارسة، شاربي يقنع السيدة داربوس لتغيير الوقت الاستدعاء ليتزامن مع كل من بطولة كرة السلة والعشاري الدراسي، بحيث تروي وغابرييلا لا يمكن المشاركة فيها. يسمع شاربي في محادثة مع السيدة داربوس، وفريق كرة السلة وفريق العشاري العمل معا من أجل التوصل إلى خطة. في يوم من المسابقات، وتايلور وغابرييلا إرسال قيادة الكمبيوتر لإغلاق الكهرباء في صالة الألعاب الرياضية، وإرسال الأمر الثاني أن يؤدي إلى ردود الفعل الكيميائية الخطرة التي الأكشاك في مسابقة العشاري. مع كل المسابقات تأخر، تروي وغابرييلا الاندفاع إلى القاعة، وشاربي وريان الانتهاء من تأدية أغنية (بوب إلى الأعلى)، واثقة من أن خطة عمل. تروي وغابرييلا ثم الاختبار للطلبة الآخرين بدء يتدفقون على القاعة من لعبة كرة السلة (كسر الحرة). السيدة داربوس يعطي تروي وغابرييلا على الدور الريادي الذي تؤديه، مما يجعل شاربي وريان بدلاء. تروي وغابرييلا على حد سواء الفوز مسابقات كل منها، وينتهي الفيلم عند المدرسة بأكملها يجمع في صالة الألعاب الرياضية للاحتفال (نحن جميعا في هذا معا).

### هاي سكول ميوزيكال 2
انتهاء العام الدراسي مع الجميع في الشرق الثانوية نتطلع إلى العطلة الصيفية («ما هو الوقت»). تروي بولتون والتي يرجع تاريخها لا يزال غابرييلا مونتيز الذي يقرر البقاء في ألباكركي مع والدتها. تروي تقرر في نهاية المطاف للبحث عن وظيفة في الصيف للحصول على المال من أجل الجامعة.
خطة شاربي وريان ايفانز لقضاء جزء من الصيف في النادي القطري لأسرهم، الحمم الينابيع («الرائع»)، ولكن الصيف شاربي خطط تشمل أيضا متابعة تروي، ومنهم أنها رتبت ليتم تعيينهم في النادي. ومع ذلك، تروي يقنع إدارة النادي، والسيد فولتون، في توظيف وغابرييلا مجموعتهم قريبة من الأصدقاء كذلك؛ بما في ذلك تايلور وتشاد. شاربي هو غضب عندما علم أن غابرييلا يعمل بوصفه واحدا من حراس إنقاذ كنه غير قادر على الحصول عليها حتى أنها اطلقت أوامر فولتون لاعطائهم المهام الصعبة بحيث سيكون من الأفضل لإنهاء. فولتون محاولات لتخويف الجماعة ولكن تروي يعيد بناء الثقة، ويقنع لهم أن يتمكنوا من المثابرة («العمل من ذلك»).
تروي بزال يقلق على تمويل الكلية. وشاربي حاجتها وتتخذ الإجراءات اللازمة لتعزيز تروي، على أمل أن يؤدي ذلك إلى إقناعه للغناء معها في اظهار المواهب. وفي الوقت نفسه، وكيلسي تكتب القصة لتروي وغابرييلا. تروي يوافق على الغناء مع أصدقائه في المعرض («أنت موسيقى بي»)، لا يعرفون أن شاربي وتتنافس على اهتمامه. (في النسخة الموسعة، شاربي وريان فخ تروي في الوقت الذي يستعد لموعد مع غابرييلا، وتنفيذ سدادة على إظهار المحتملة (بالإنجليزية: Humuhumunukunukuapua'a)‏.

### هاي سكول ميوزيكال 3: سينيور يير
كابتن الفريق تروي مسيرات روح الفريق أغنية («الآن أو أبدا») وتمكن من الفوز على لعبة البطولة التي هي آخر لكبار السن في الفريق في السامية الشرقية. في وقت لاحق، في الطرف تروي في المباراة بعد في منزله، وينظر إلى تروي وغابرييلا التفكير في مستقبلهم، ومتمنيا أن الأشهر القليلة الماضية من ارتفاع في الشرق لن تنتهي. أغنية («الحق هنا، الحق الآن»).
شاربي تلتقي بامساعدتها الجديدة، وهي طالبة البريطاني الذي كانت توظف ليكون مساعدا لها الشخصية. وعندما المعلمين الدراما السيدة: داربوس تلاحظ أن هناك عدد قليل جدا من توقيع المنبثقة عن الربيع الموسيقية، وشاربي توحي أنها يمكن أن تفعل تظهر امرأة واحدة. هاذهي كيلسي أجهزة الإنذار، والذي يكتب في المعرض، حتى أنها علامات على الفور ما يصل الجميع في الهوم روم لأجلها بدلا من ذلك. هذه النتائج في السيدة: داربوس إعلان انهم سوف تخلق مسرحية عن أيامهم الأخيرة في الشرق السامي، ودعا كبار السنة. بالإضافة إلى ذلك، أنها تكشف عن أن كانت جميعها شاربي، راين، وكيلسي، وتروي النظر عن منحة دراسية في مدرسة جوليارد، ولكن واحدا منها فقط هي التي سيتم اختيارها. تروي هو الخلط، لأنه لا ينطبق على جوليارد. رؤية أصدقائه يضحك، وقال أنه يعتقد انهم أعطى اسمه لجوليارد. شاربي تصبح يائسة لكسب المنح الدراسية، ومعرفة أن كيلسي ستعطي أفضل الأغاني لتروي وغابرييلا في الموسيقية، وقالت أنها تحصل على ريان في محاولة لإقناع كيلسي لمنحهم الأغنية، التي يتوقع لها (وريان) في المستقبل أغنية («أنا يريدون كل شيء»).
في اليوم التالي، وتروي غابرييلا يطلب إلى الرقص على السطح بينما (كما كان في السابق في المدرسة الثانوية الموسيقية وحديقة النادي، وهو المكان الذي يذهب تروي تسعى بعض الهدوء). ثم تدرس كيفية الفالس له أغنية («هل لي في هذه الرقصة؟»). تشاد يطلب ثم تايلور للذهاب إلى حفلة موسيقية معه مع خط البيك أب جبني. رفضت في البداية، ولكن عندما يوافق في وقت لاحق تشاد يثبت أنه يمكن وضع بعض الجهد ويسأل مرة أخرى أمام الجميع في المدرسة. مجموعة تتدرب على المشهد الموسيقي أ، عن ليلة حفلة موسيقية لها أغنية («ليلة لحفظ»). ريان اليوم التالي على كيلسي يمشي في التلحين في غرفة الموسيقى ويبدأون في الغناء أغنية («نريد فقط أن أكون معك») مما يؤدي إلى ريان يسأل كيلسي إلى حفلة موسيقية. بينما تروي ويستذكر تشاد حول ماضيهم أغنية («هل العودة للبنين»)، وشاربي تزعل من غابرييلا يكتشف أن لديها فرصة للذهاب إلى الجامعة في وقت مبكر لجامعة ستانفورد. شاربي تقنع تروي أنه هو الشيء الوحيد الذي حفظ غابرييلا من حلمها. تروي لإجراء محادثات حول هذا غابرييلا وبعد يتشاركون قبل النوم حرج، غابرييلا تغني أغنية («الابتعاد») وتترك للكلية في اليوم التالي.
والد تروي، جاك، محادثات معه حول مستقبله الأكاديمي، الذي توقع أن يتم في جامعة البوكيرك. هذا الافتراض يجعل تروي يغضب ومرتبك، وكان يهرب، حول اقتحام السامية الشرق حائرا حتى النهاية يصرخ بأعلى صوته في المسرح أغنية («الصرخة»). السيدة: داربوس تراقب وتكشف سرا أنها أرسلت في طلبه للحصول على جوليارد. تروي يحصل لاحقا اتصالا من غابرييلا قائلا أنه على الرغم من أنها تحبه، وقالت أنها لن تعود إلى البوكيرك. ومع ذلك، في يوم من حفلة موسيقية، وتروي غابرييلا الزيارات في جامعة ستانفورد ويقنعها بالعودة وأنها قبلة بعذوبة معا خلال أغنية («هل لي في هذه الرقصة؟ (ربريس)»). مرة أخرى في الشرق السامي، على استعداد لشاربي الموسيقية الماضي في شرق وتروي السامية للزميل لاعب كرة السلة جيمي يتلقى النص من تروي أن أقول له لتغطية بالنسبة له على خشبة المسرح لأنه سيكون في وقت متأخر. ممثلو جويليارد هناك، ومشاهدة هذا المعرض يبدو على ما يرام.
كيلسي وريان تبدأ تظهر الأرقام تليها أعمال أخرى الزوجين؛ جيمي ينفذ ثم مع شاربي ويحرج لها، على الرغم من أن الجمهور يصفق لالأداء. تروي وغابرييلا يظهروا خلال النصف الثاني من المعرض والغناء دويتو معا. تاج شاربي ثم يخون ويقول لها كيف أنها هي التي سوف تتخذ خلال العام المقبل في قسم الدراما. شاربي أخيرا تعلم كيف يشعر أن يتم التلاعب والإذلال، ولكن مع ذلك لا يرغب في النزول. في حين ينفذ تيارا، شاربي تعطل على الفور ادائها وأوب ستيج لها أغنية («أول ربيع السنة موسيقية»). في نهاية الموسيقية، والسيدة: داربوس تكشف أن كلا كيلسي وريان وفاز على المنحة جويليارد ويحكي عن خطط الجميع في المستقبل أغنية (وقال «نحن جميعا في هذا معا (ميكس التخرج)»).
في حفل التخرج، وتروي يعطي كلمة الفصل. رمي قبعاتهم في الهواء، والخريجين تشكيل العشوائية العملاقة قبل الخروج إلى الغناء والرقص على أنغام أغنية («هاي سكول ميوزيكال»). كما ينتهي الفيلم، ويلقي بهم لا تقفز الشهير هاي سكول ميوزيكال مع قرب من ستة في النظام قبل الركوع عندما يسدل الستار.

## طاقم التمثيل
- (زاك إيفرون) بدور (تروي بولتون) هو الشخصية الرئيسية في الفيلم. هو الطالب الأكثر شعبية في الشرق الذكور في مدرسة ثانوية، وكابتن فريق كرة السلة للاسكواش. لهذا الفيلم، وكان الغناء إيفرون والمخلوطة مع صوت المغني ودرو سيلي.
- (فانيسا هادجنز) بدور (غابرييلا مونتيز) هي واحدة من العباقرة على فريق العشاري الدراسية، وهي صديقة تروي بولتون.
- (آشلي تيسدال) بدور (شاربي ايفانز) وهي خصم غابرييلا مونتيز في الفيلم.
- (كوربن بلو) بدور (تشاد دانفورث) هو أفضل صديق للتروي بولتن منذ الطفولة، والأصدقاء جيدة جدا مع جايسون وزيكي.
- (لوكاس غرابيل) بدور (ريان إيفانز) هو شقيق لشاربي ايفانز.
- (مونيك كولمان) بدور (تايلور ماكيسي) وهي أفضل صديق لغابرييلا مونتيز. وهي كابتن فريق المدرسة ديكاتلون الدراسية.
- (بارت جونسون) بدور (جاك بولتون) هو والد تروي ومدرب فريق كرة السلة.
- (ديفيد رايفرز) بدور (تشارلي دانفورث) وهو والد تشاد دانفورث وصديق جاك بولتون.
- (أليسون ريد) بدور (السيدة داربوس) وهي مدرسة الدراما في مؤخرة السامية الشرقية.
- (أوليسيا رولين) بدور (كيلسي نيلسن) وهي طالبة في مدرسة الشرقية. وهي عازفة البيانو والمؤلفة الموسيقية.
- (كريس وارين جونيور) بدور (زيكي بايلور) وهو صديق تروي مع تشاد، ويلعب لفريق كرة السلة. وهو يتمتع أيضا بالطبخ.
- (رايان سانبورن) بدور (جيسون كروس) هو صديق أيضا مع تروي وتشاد، ويلعب لفريق كرة السلة. أنه يميل أيضا إلى طرح أسئلة سخيفة في الصف ويحب النوم.
- (كايسي ستروه) بدور مارثا كوكس وهي طالبة في مدرسة ثانوية في الشرق. هي أحد الأصدقاء مع غابرييلا، كيلسي، وتايلور.

## الاستقبال
مجلة انترتينمنت ويكلي وضعه على لنهاية العقد، وقائمة أفضل من قائلا: يطلق عليه الأطفال الأشياء، ولكن أصبح هاي سكول ميوزيكال ضربة مليار دولار بفضل عبر شاشات كبيرة وصغيرة على الحب من الغناء والرقص، والنهايات السعيدة،  وقد تم اختيار هاي سكول في الشرق كما في الأعلى 1 عدد خمس هاي سكول من أفضل الأفلام والتلفزيون من قبل سانت بيترسبرغ تايمز.

## حفلة: هاي سكول ميوزيكال
حفلة: هاي سكول ميوزيكال كانت جولة موسيقية في 40 مدينة (2006-2007) وهو موضوعة على فيلم قناة أفلام ديزني الأصلية الشعبي، هاي سكول ميوزيكال، وأقيم الحفل بمدن في الولايات المتحدة وكندا وأمريكا اللاتينية.
توسيع حفلة الانتخاب قناة ديزني  التي سبق لها إنتاج الصوت الثلاثي بيع البلاتين وخططت تكملة الفيلم: هاي سكول ميوزيكال. (ديزني سجلت بالفعل نجاحا مع آخر حفل تقوم على التلفزيون الموسيقية، التي كانت تباع في جولة شاملة في المدن 88).
الحفل، الذي تضمن أغنيات من الفيلم، وشملت أيضا أعضاء يلقي كوربن بلو، آشلي تيسدال، لوكاس غرابيل، مونيك كولمان وفانيسا هادجنز. زاك إيفرون لم ينضم مع بقية زملائه، لأنه كان يعمل على فيلم «مثبتا للشعر». بدلا من ذلك، انضم الممثل والمغني درو سيلي بدلا عنه، الذي شارك وغنى بدور شخصية تروي في فيلم هاي سكول ميوزيكال 3: سينيور يير.